# 嬉野市立吉田小学校
嬉野市立吉田小学校（うれしのしりつ よしだしょうがっこう）は、佐賀県嬉野市嬉野町大字吉田丙にある市立小学校である。

## 概要
歴史
1873年（明治6年）創立。現校名になったのは2006年（平成18年）。
校章
左右に広がる稲穂をリボンで結んだ絵を背景にして、中央に校名の「吉田」（縦書き）を配している。
校歌
1936年（昭和11年）制定。作詞は吉田小学校、作曲は原岡健逸による。歌詞は2番まであり、歌詞中に校名は登場しない。
校区
嬉野市嬉野町のうち「春日、上吉田、峰川原、真上吉田、西川内、西吉田、皿屋、納戸料、東吉田、両岩」。中学校区は嬉野市立吉田中学校。

## 沿革
- 1873年（明治6年）12月 - 吉田村中通の中村周平宅を借り受け、「原思小学校」が創立。
- 1874年（明治7年）7月 - 原思小学校が廃校となり、吉田村皿屋名に「吉田小学校」、同村寺辺田名に「岡元小学校」が創立。
- 1875年（明治8年）1月 - 春日小学校が創立。
- 1876年（明治9年）7月 - 吉田小学校校舎を納戸料（なんどりょう）に新築移転。
- 1887年（明治20年）
  - 3月 - 小学校令施行により、岡元小学校を統合の上、「尋常吉田小学校」となる。校舎を中通区へ移転。
  - 4月 - 春日小学校を統合の上、春日分校とする。
- 1889年（明治22年）4月1日 - 町村制の施行により、藤津郡吉田村が発足。
- 1892年（明治25年）4月 - 「吉田尋常小学校」に改称。
- 1895年（明治28年）12月 - 高等科を併置の上、「吉田尋常高等小学校」に改称。
- 1902年（明治35年）12月 - 農業補習学校を併置。
- 1904年（明治37年）6月 - 春日分校が春日尋常小学校として分離・独立。
- 1908年（明治41年）4月 - 春日尋常小学校を統合の上、春日分教場とする。改正小学校令により、尋常科が6年制、高等科が2 - 3年制に変更となる。
- 1909年（明治42年）9月 - 木造平屋建ての第1校舎が完成。春日分教場の校舎が完成。
- 1923年（大正12年）5月 - 木造平屋建ての第1校舎の増築と第2校舎が完成。
- 1925年（大正14年）5月 - 木造平屋新校舎（第3校舎）が完成。
- 1936年（昭和11年）- 校歌を制定。
- 1941年（昭和16年）4月1日 - 国民学校令の施行により、「吉田村国民学校」に改称。
- 1947年（昭和22年）4月1日 - 学制改革が行われる。
  - 吉田村国民学校初等科が「吉田村立吉田小学校」に改組・改称。
  - 吉田村国民学校高等科が青年学校普通科とともに、新制中学校「吉田村立吉田中学校」が発足。当初は小学校に併設。
- 1950年（昭和25年）10月2日 - 水頭分校を設置。
- 1952年（昭和27年）11月 - 中学校校舎が完成したため、小学校との併設を解消。
- 1955年（昭和30年）4月1日 - 町村合併により、「嬉野町立吉田小学校」に改称。
- 1959年（昭和34年）10月 - 春日分校の校舎を改築。
- 1965年（昭和40年）7月 - プールが完成。
- 1966年（昭和41年）3月 - 鉄筋コンクリート造3階建ての新校舎が完成。
- 1969年（昭和44年）3月31日 - 水頭分校が閉校。
- 1989年（平成元年）1月 - プールを改修。
- 1995年（平成7年）2月 - 体育館が完成。その後、講堂を解体し、運動場を整備。

- 2002年（平成14年）

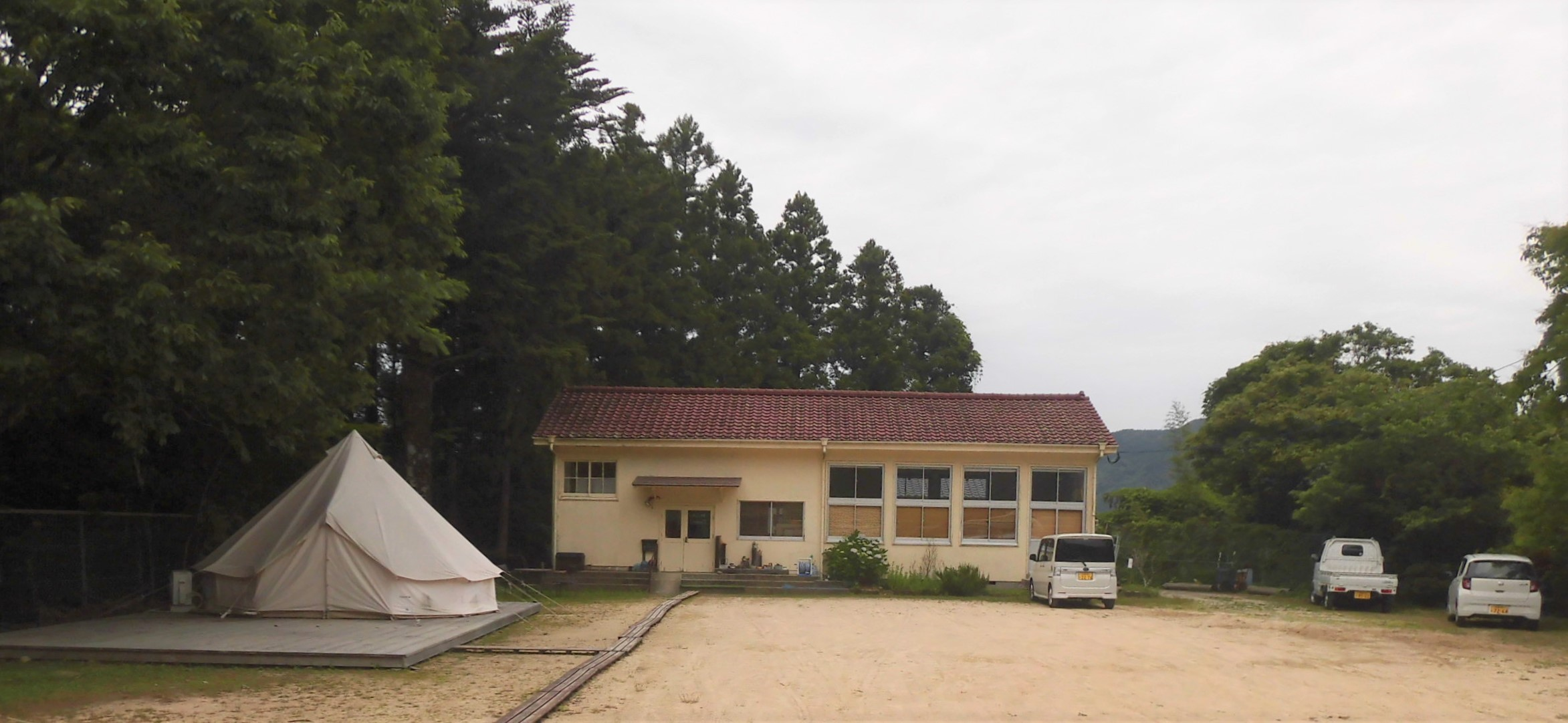
旧・春日分校

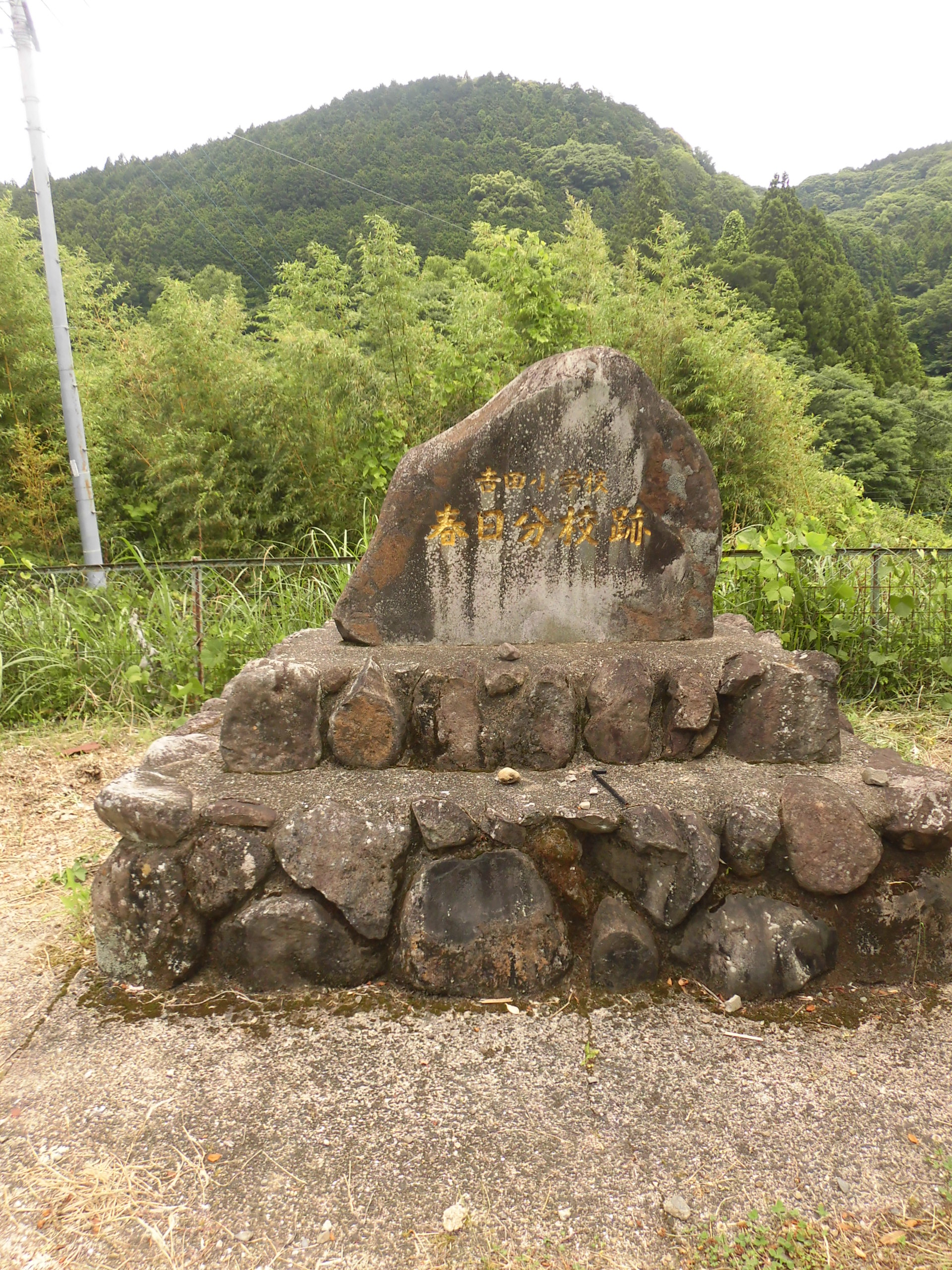
春日分校跡を表す碑

  - 3月31日 - 春日分校が閉校。最終所在地 - 〒843-0303嬉野町大字吉田乙2029番地（北緯33度02分48.5秒 東経130度02分19.8秒 / 北緯33.046806度 東経130.038833度）閉校直後は地域交流の場として利用されていたが、2022年（令和4年）5月に旧春日分校校舎を活用した宿泊施設「分校Stay haruhi（ステイハルヒ）」がオープンしている。
  - 4月 - 鉄筋コンクリート造3階建て（内装は木造）新校舎が完成。
- 2006年（平成18年）1月1日 - 嬉野市の発足により、「嬉野市立吉田小学校」（現校名）に改称。
- 2015年（平成27年）9月 - 普通棟校舎1階で学童保育を実施。
- 2016年（平成28年）8月 - 体育館の耐震工事が完了。
- 2018年（平成30年）2月 - プールを改修。

## 交通
最寄りのバス停留所
- 乗り合いタクシー春日線 「吉田公民館前」停留所

最寄りの幹線道路
- 佐賀県道289号皿屋三河内線
- 佐賀県道303号岩屋川内嬉野線

## 周辺
- 嬉野市立吉田中学校
- 吉田地区地域コミュニティセンター
- 西川内川

## 参考資料
- 「嬉野町史 下巻」（1979年（昭和54年）11月, 嬉野町史編さん執筆委員会）p.346～p.343
- 「八十年の歩み 嬉野町立吉田小学校創立80周年記念誌」（1969年（昭和44年）12月, 吉田小学校開校80周年記念事業記念誌編集部）